# Port lotniczy Jotwata
Port lotniczy Jotwata (IATA: YOT, ICAO: LLYT) – lotnisko położone we wschodniej części pustyni Negew, w Izraelu. Leży przy kibucu Jotwata, w odległości 40 km na północ od Ejlatu.